# The Crows
The Crows est un groupe de chanteurs américains formé vers 1951 à New York, qui connut le succès dans les années 1950. Le premier grand succès du groupe, la chanson Gee (en), sortie en juin 1953, est considérée comme le premier succès de rock 'n' roll obtenu par un groupe de rock n' roll. Il a atteint respectivement le 14e et le 6e rang au classement Billboard magazine pop et au classement rhythm-and-blues en 1954.